# سليمان القرشي
سليمان القرشي هو كاتب وباحث مغربي، مهتم بأدب الرحلات.

## سيرة ذاتية
ولد سليمان القرشي في 18 مارس 1969م بمدينة تمارة في المغرب، وحصل على شهادة الدكتوراه في اللغة العربية وآدابها من جامعة محمد الخامس بالرباط عام 2000م، وشارك في عدد من الندوات واللقاءات الثقافية والأيام الدراسية في أماكن ومناسبات مختلفة، كما ساهم بعدد من المقالات والأبحاث والدراسات في مجموعة من الدوريات والمجلات العربية والدولية.

## المؤلفات
صدر له:
- كتاب «رونق التحبير في حكم السياسة والتدبير لمحمد بن أبي العلاء بن سماك العاملي الأندلسي» (تقديم وتحقيق)، عن دار الكتب العلمية ببيروت، عام 2004م.
- كتاب «أسبوع في باريس» لمحمد بن عبد السلام السائح، (تقديم وتحقيق)، عن دار السويدي للنشر والتوزيع بالإمارات العربية المتحدة، عام 2004م.
- «الرحلة العياشية 1661 – 1663م، عبد الله بن محمد العياشي»، عن دار السويدي للنشر والتوزيع بالإمارات العربية المتحدة، الطبعة الأولى عام 2006م. تقديم وتحقيق، بالاشتراك مع الدكتور سعيد الفاضلي (جزآن).
- ساهم في كتاب: «الرحالة العرب والمسلمون اكتشاف الذات والآخر»، عن وزارة الثقافة بالمغرب، في نونبر 2003م.
- ساهم في كتاب: «حماية اللغة»، عن منشورات معهد الأبحاث والدراسات للتعريب بالرباط، عام 2004م.
- ساهم في كتاب: «الشرق والغرب في مدونات الرحالة»، بالجزائر، في فبراير 2005م.
- ساهم في كتاب: «السودان وإفريقيا في مدونات رحالة الشرق والغرب»، عن دار السويدي للنشر والتوزيع بالإمارات العربية المتحدة، الطبعة الأولى عام 2006م.
- ساهم في كتاب: «مدارات ثقافية وفكرية»، عن جامعة ابن زهر بأكادير، عام 2006م.
- «شعر أبي مدين الغوث»، عن سلسلة كتاب ناشرون في لبنان عام 2011م، تحقيق بالاشتراك مع عبد القادر سعود.
- «مدينة الرباط في أدب الرحلات»، عن منشورات وزارة الثقافة المغربية.
- «صورة المرأة في الشعر الاندلسي»، عن منشورات دار التوحيدي بالرباط، عام 2014م.

ترجم له إلى اللغة الإسبانية دراسة بعنوان: «المرأة الأندلسية والتعليم».

## الجوائز
- جائزة ابن بطوطة للأدب الجغرافي سنة 2002م.[1][2]